# Najwa Karam
Najwa Karam (en árabe, نجوى كرم) (Zahlé, 26 de febrero de 1966), es una famosa cantante libanesa cuya carrera musical comenzó en la década de 1980, sin mucho éxito en sus inicios, pero obteniendo sus mayores logros a mediados de los años 90'. Actualmente es una de las más exitosas cantantes árabes, quien participa en numerosos festivales y conciertos en todo el mundo, siendo una de las artistas mejor pagadas de la firma discográfica árabe Rotana. Su característica voz es inmediatamente reconocida por su distintivo acento libanés al cantar.

## Biografía
Najwa Nicole Karam nació en Zahlé, Líbano, Hija de Karam Karam y Barbara Shaheen, en una familia de libaneses maronitas. Ella es la más joven de sus cinco hermanos, Salwa la hermana mayor y sus hermanos Tony, Jean y Nicola. Pasó su infancia en Zahlé, en el cuidado de sus padres y hermanos mayores. Desde temprana edad, Najwa era conocida entre sus amigos y familiares por su potente voz, pero sus padres insistieron en la necesidad de una educación y una carrera más estable que la del entretenimiento. 
Najwa asistió a la escuela secundaria “Jesus the Angel College” en Zahlé, donde se graduó de bachillerato y luego a la universidad donde concluyó la carrera de Filosofía. Finalizados sus estudios, ejerció como profesora durante dos años en el Colegio Oriental de Zahlé. 
En 1985, Najwa decidió seguir la carrera de cantante en contra de los deseos de su padre. Participó de un concurso de televisión "Layali Lubnan" ("Noches del Líbano") interpretando tradicionales y populares canciones libanesas y mawales con su voz poderosa. Este excelente desempeño la hizo acreedora de la Medalla de Oro, la aceptación del público y la aprobación de su padre. 
Tras esta victoria, Najwa estudió cuatro años en el Instituto de Música libanés para mejorar su conocimiento de la música y de la industria de la música en general. Durante este período estuvo bajo la dirección de reconocidos compositores libaneses como Zaki Nassif y Fouad Awad. En 1987, Najwa participó en otro concurso de televisión llamado "Laylat Haz", donde fue cálidamente aceptada por el público. En 1989, Najwa ya había adquirido los conocimientos y la experiencia que necesitaba para realizar su primer intento de irrumpir en la industria de la música árabe.

### Vida personal
En junio de 2024, Najwa Karam anunció su matrimonio con el empresario emiratí Omar Al-Dahmani, presidente del Grupo Al Dahmani y Moments Events. Hizo el anuncio en el escenario en Bucarest, Rumanía, luciendo un largo vestido de novia blanco personalizado del diseñador libanés Rami Kadi. Ella dijo: 

«Les contaré una historia sobre este vestido. Este vestido significa mucho para mí, no solo porque es blanco, un color que valoro profundamente, sino porque fue el color de mi boda. Y este es el vestido que llevé en mi boda.»

## Carreta musical

### Sus inicios: 1989–1993
En 1989, Najwa lanza el primer álbum grabado en estudio “Habayeb” el cual fue producido por un desconocido sello discográfico, "Relax-in". El álbum contenía siete temas, todos con el estilo tradicional de la música montañesa del Líbano. Debido a su exposición previa al público libanés en distintos programas de televisión, el álbum fue bien recibido en el Líbano pero no así en el resto del mundo árabe. 
Después de tres años de hacer música, Najwa regresó a la escena con el segundo álbum, Shams el-Ghinnieh. El título del disco fue inspirado por su apodo, "Shams El-Ghinnieh" (El sol de la canción), que le fue dado por el pueblo libanés debido a su capacidad y virtud vocales. El álbum fue producido por otra pequeña empresa, CM. El estilo del álbum era más romántico y contemporáneo, en comparación con el debut de Najwa en “Habayeb”, que era más tradicional, pero igualmente Shams el-Ghinnieh fue muy bien recibido por el público libanés.

#### Ana Ma'akom
Al año siguiente, 1993, Najwa firma firmó con un sello discográfico de Arabia Saudita que aun era menos conocida que los anteriores para producir su nuevo álbum.
El nuevo álbum se llama Ana Ma'akom (Yo estoy con vosotros). El disco fue bastante similar al estilo al Shams el-Ghinnieh, con la participación de elementos de la música tradicional árabe, influencias pop y un fuerte acento libanés. A pesar de su similitud con su versión anterior, el álbum no logra llegar al éxito. Su difícil comercialización y la falta de recursos fue la causa de las bajas ventas del álbum generando así que “Ana Ma'akon” hasta hoy siga siendo el álbum menos conocido de Najwa. Este fracaso hace que ella ponga más atención en el sello discográfico para poder asegurar su éxito.

### Consagración: 1994–1999

#### El éxito de Najwa
La suerte de Najwa dio un giro para mejor cuando fue contratada por el mayor sello discográfico de Medio Oriente, Rotana, que era propiedad de la familia real de Arabia Saudita, encabezada por el Príncipe Al Waleed Bin Talal. De esta manera Najwa Karam pasó a ser parte de la familia de artistas de la empresa Rotana. 
La producción de su nuevo álbum comenzó de inmediato. Poetas expertos, escritores y compositores se unieron para ayudar a Najwa a crear una música más fresca y una nueva imagen para sí misma, revitalizando así el interés público y atrayendo la atención de la audiencia árabe más amplia. A mediados de 1994, el álbum que constaba de 8 nuevas canciones habían sido recopiladas y estaba listo para ser puesto a la venta en todo Medio Oriente. Naghmet hob (El Ritmo de Amor) fusionaba la tradicional música libanesa con el árabe pop. Su pegadiza canción de estilo libanés Law Habaytek (Si te amara) fue un éxito instantáneo, ayudando a Najwa a introducirse en todo Medio Oriente. La canción y su videoclip dominaban los primeros puestos del ranking árabe. Otros éxitos del mismo álbum fueron Ward Eddar (el Jardín de Rosas) y Elala (La la) recibió un éxito similar. 
El gran éxito de Naghmet hob la impulsa a realizar una serie de conciertos y la hacen acreedora de numerosos premios, entre ellos el premio de "El Mejor Artista de 1994" otorgado por La Asociación Libanesa de Radiodifusión. 
Najwa se encontró en la cima de la escena musical árabe en menos de un año, bajo la atenta atención de su público. En 1995, Najwa comenzó a trabajar en su segundo álbum bajo el sello Rotana, siendo este el quinto álbum de su carrera y llamado Ma Bassmahlak, el cual conservaba el estilo tradicional de Naghmet hob. La principal diferencia era el carácter lírico y vocal de las canciones, las cuales tenían más profundidad. De este álbum dos canciones fueron rotundos éxitos, Ma Bassmahlak (no te perdono) y Hakam el-Qady (Sentenció el juez).

#### Camino al estrellato
Con cinco álbumes editados, dos de los cuales fueron innovadores y exitosos, Najwa se estaba convirtiendo en una cara conocida en la industria de la música árabe. El 16 de junio de 1996, Najwa lanzó su nuevo álbum titulado Hazi Helo (soy afortunado). Su corte de difusión, "Hazi Helo", y otras tres canciones, "Khayarouni", "Ala Mahlak" y "El-Ghorbil", fueron las más populares del álbum. 
Tras la liberación de Hazi Helo, Najwa comienza una gira mundial a gran escala la cual comprendía muchos estados árabes, partes de Europa y América. Encuentra un gran número de seguidores en los Estados Unidos y lleva a cabo conciertos en los que se agotaban todas las localidades. Honor a su éxito en los Estados Unidos le es otorgada la llave de la ciudad de Chicago.

#### Ma Hada La HadayMaghroumeh
Después de dar la vuelta al mundo, Najwa, regresó al Líbano con una perspectiva renovada y nuevas ideas para sus canciones, así es que empezó a trabajar en su próximo álbum de estudio Ma Hada La Hada. Las pistas del nuevo álbum eran muy distintas de los anteriores álbumes de Najwa, con un sonido más contemporáneo. Por ejemplo la canción "El Helw" fue fuertemente influenciada por otros ritmos y melodías sintetizadas. Tres meses antes del lanzamiento oficial del álbum, la canción El Tahady se distribuyó a las estaciones de radio árabes. Esto generó que al momento del lanzamiento del álbum la canción estuviera desgastada y las ventas de Ma Hada La Hada fueran relativamente pobres atribuyéndole este factor. Sin embargo, el título de la pista se hizo muy popular ya que tuvo armoniosos arreglos musicales, los cuales utilizaban instrumentos tradicionales de la música árabe como el qanoun (cítara árabe) junto con otros instrumentos como el violín y el acordeón, los cuales generaron un potente tema musical que además del lanzamiento simultáneo del videoclip hicieron de esta canción un gran éxito. 
En 1998 se lanza su nuevo álbum Maghroumeh (enamorada), en este trabajo se produce la transición musical de Najwa generando temas puramente de música tradicional libanesa mezclando lo tradicional con lo contemporáneo, estilo musical que utiliza hasta el día de hoy. Este álbum contenía poéticas canciones árabes, letras cantadas con la marca el poder y la autoridad de Najwa, y el uso extensivo de instrumentos árabes (derbake, mijwiz, tabl, etc.) y los contemporáneos. Además utiliza una nueva estética para la portada del álbum catapultando así a "Maghroumeh" a otro rotundo éxito. El tema principal, Maghroumeh, fue llevado a videoclip siendo esta pista la de mayor éxito del álbum, alcanzando el número uno en la mayoría de estaciones de radio y televisión en la región. Otros éxitos fueron Ghamza y la triste canción de amor Noqta al-Satr y Wadaato.

#### Rouh Rouhi
El nuevo año trajo consigo una serie de cambios en la carrera de Najwa. Su nuevo álbum sería lanzado en el verano y se titularía Rouh Rouhi (Alma de mi alma). Este es similar al Maghroumeh pero había una serie de ajustes en la parte vocal y estilos musicales. Los arreglos musicales fueron técnicamente muy detallados y las letras eran más poéticas que todos los demás álbumes. Las pistas Ariftu Albi La Meen (saben para quien es mi corazón), Atchana (sedienta), y el título principal Rouh Rouhi, fueron los grandes éxitos del álbum, los dos últimos también fueron llevados a videos musicales. También tuvo muchas otras canciones de éxito como "Kif Bdawik" (Como te curo), y "Ma Berda Ghayrak" (No quiero otro más que tú).

### El nuevo milenio

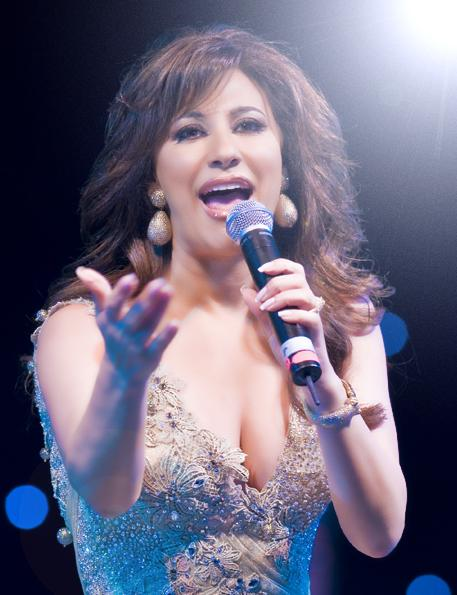
Najwa Karam década de 2000

Otro año, otro cambio para Najwa Karam. Esta vez se produjo en su último álbum musical llamado Oyoun Qalbi (Ojos de mi corazón), el trabajo más romántico en comparación con los anteriores álbumes de Najwa. Sus principales temas incluyen Majboura (obligada), el cual tiene una influencia de jazz moderno, Oyoun Qalbi y Khaleek al Ard (permanece en la tierra). Además se lanzó un vídeo musical que se hizo para el 2000 llamado Najwa megamix, que contenía muestras de cada canción del álbum Oyoun Qalbi. 
En 2001, Najwa Karam hizo su récord máximo en ventas con el álbum Nedmaneh. Vendió más de 4 millones de copias en todo el mundo y sigue siendo uno de los más aclamados álbumes de Najwa hasta la fecha. La canción Ashiqah, fue un enorme éxito, alcanzando el número uno en todo el Oriente Medio, y fue también muy popular en el extranjero. Era una más lúdica y vibrante canción que la mayoría de sus canciones anteriores, con una fuerte línea de bajo y una influencia oriental. Era muy diferente de cualquier canción árabe de la época e hizo un llamamiento a una amplia gama de audiencias. El éxito de Nedmaneh (arrepentida) provocó una serie de premios, incluyendo un codiciado Murex D'or para la "Mejor Artista Árabe" y tres premios especiales de la empresa Rotana: "Artista del Año", "Álbum del Año" y "Mejor Álbum de Ventas". 
La ceremonia se llevó a cabo el sábado 23 de junio de 2001 en el Hotel Venecia de Beirut, Líbano. Estuvieron presentes el Ministro de Información libanés, Ghazi Al-Aredi que fue en representación del Presidente de la República del Líbano, Émile Lahoud, el destacado cantante Wadih Al Safi, el aclamado compositor Elías Rahbani y un número de periodistas y reporteros. Durante la noche, Najwa cantó algunos de sus éxitos (viejos y nuevos), y se presentó con numerosas medallas y trofeos. La grabación de este concierto se publicó en una edición especial de CD (Live in Concert), junto con un CD que incluye los éxitos de Najwa desde 1989-2000 titulado “The Very Best Of Najwa Karam”. 
En el 2002 lanza el álbum Tahamouni, el cual se alejaba un poco de sus anteriores álbumes Oyoun Qalbi y Nedmaneh. El álbum tenía la intención de volver a contactarse con un público más joven de otras naciones árabes, los cuales tenían un ligero desinterés con su música a finales de los años 90. Esto fue demostrado en canciones como Tahamouni que incluía los intentos de rapear, y Ew'a Tekoun Ze'alt la cual tenía influencia occidental. Las canciones de este álbum tenían un sonido muy juvenil, entre ellas destaca Ya Aam Mdawibni, Baraa, y la balada romántica Bnub. 

### Entrando a la historia de la música árabe
A finales de 2002, Najwa se reunió con la estrella del “Tarab” Libanés Wadih Al Safi. Wadih y Najwa se habían conocido hacía un tiempo y él se había impresionado con su talento vocal. Ellos dos decidieron hacer un dueto juntos en un tema que representaba una juiciosa relación entre padre-hija. La canción se tituló Wa Kberna (Envejecer juntos), y fue una balada épica en la que ambos vocalistas mostraron su inmensa gama vocal y profundidad. Wa Kberna fue un éxito debido a que las letras eran fáciles de relacionarse aparte de la unión de los más prominentes artistas de la región. Video Wa Kberna
Luego de este éxito, Najwa volvió a la mesa de trabajo para diagramar su nuevo álbum. Largos meses se empeñaron reconstruyendo letras y arreglos logrando que para mediados de 2003 el álbum estuviera listo para su puesta a la venta. Rotana organizó una gran fiesta de lanzamiento en el centro de Beirut, donde más de quince mil aficionados de Najwa colmaron las calles a la espera de que apareciera Najwa y cantara su nuevo material titulado “Saharni”. 
Saharni, era exactamente el tipo de álbum que marcó el renacimiento de la "vieja Najwa Karam", y tomó por sorpresa al público ya que éste esperaba que fuese un álbum más de pop árabe contemporáneo pero no. La música tiene todas las características de la música libanesa claramente se aprecia en: solos de derbake, instrumentos de viento, mucho bajo y un vibrante canto tradicional, todas las características muy alejadas de la "occidental", motivo por lo que generó que la mayoría de los artistas del momento optasen por el estilo de Najwa Karam. No sólo ha cambiado la música, sino también ha dado una nueva mirada a la música, logrando que Saharni sea un éxito inmediato, aunque hubo una falta de videoclips para acompañar a las canciones principales. Otro gran éxito de este álbum fue Edhak Lil Dounya. 
Najwa hizo una gira mundial para complementar el éxito de Saharni, realizando recitales en todo Oriente Medio así como destinos como Francia y los EE. UU. Junto con Wadih Al Safi realizó también un viaje a Australia, donde su concierto todavía tiene el récord por ser el concierto más grande jamás registrado de un artista árabe. Najwa fue galardonada durante el 2003 con una serie de premios importantes. Estos incluyen "Mejor Álbum de ventas" de Rotana, y premio para el "Mejor cantante de la canción tradicional del Líbano del Club de Leones", Canción del Año: Edhak Lil Donya de Sawt El Ghad y un premio de honor de Gobierno de Australia. 
El nuevo año encontró a Najwa Karam trabajando en un nuevo single que se incluirán en su próximo álbum. Titulado Leish Mgharrab (¿Por qué viven en el extranjero?) El cual trata sobre las dificultades que las personas se enfrentan al tener que abandonar su país de origen en busca de una vida mejor. Junto con este tema desgarrador se lanza un revolucionario videoclip (dirigido por Sa'eed El-Marouk), en el cual se veía transformada a una moderna Beirut en un páramo sombrío y desierto en el año 2020. El vídeo original que también contenía escenas de los ciudadanos protestado contra el Gobierno libanés fue prohibido de ser emitido por el Parlamento del Líbano. El clip tuvo que ser re-editado y finalmente se permitió su difusión junto con su canción. Este tema resonó fuertemente en muchas personas, especialmente los que viven en el extranjero en países como Australia y los EE. UU. además también de enviar un mensaje directo a los políticos libaneses, diciéndoles que actuaran sobre esta problemática.
Después de unos meses, Najwa había finalmente completado el resto de su nuevo álbum llamado, Shu Mghaira. Al igual que Saharni, era claramente de estilo libanés pero era más una adaptación más moderna. Najwa continuó sus múltiples apariciones en directo para promocionar el álbum y un notable acontecimiento en 2004 fue la venta de su concierto en el festival de Cartago, Túnez, donde fue recibida por miles de entusiastas fanes. Najwa obtiene ese año el galardón de la "Artista Femenina del Año" otorgado por MusicanaNet.net cuya votación se realizó a través de una encuesta a gran escala en su sitio web.

### 2005 y más allá
En el segundo trimestre de 2005 Najwa dio a conocer un nuevo single y un videoclip llamado "Shu Jani". "Shu Jani" es una canción pop contemporánea con el uso de instrumentos tradicionales libaneses. El video fue filmado en la estación de esquí Faraya en el Líbano por el director Sa'aed El-Marouk. El calendario de lanzamiento de su álbum 2005 había sido muy criticado por algunos medios ya que quería ser puesto a la venta durante la tensa campaña electoral en el Líbano, y la llamada Revolución de los Cedros (Intifada de la Independencia). Se decía en los medios que era irrespetuoso por parte de Najwa que se lance un nuevo material en un momento así. Najwa se defendió y llevó su reclamo a su compañía de producción de Arabia Saudita, Rotana, la cual tenía intenciones de poner a la venta el nuevo álbum contra sus deseos. 
Debido a la prolongada situación en la región de Líbano, la venta del álbum de Najwa 2005, fue aplazado inicialmente en junio, julio y luego finalmente pospuesto hasta noviembre de 2005. Sin embargo Najwa lanzó otro single a finales de julio llamado Bhebak Walaa que era una optimista y tradicional canción contemporánea habitual en los trabajos de Najwa. Esta maniobra generó un golpe de gracia alcanzando el número uno en muchos medios de Internet y radio. Finalmente el 6 de septiembre de 2005 salió a la venta Bhebak Walaa.

#### Kbir el-hob
En noviembre de 2005, aparecieron en todo Beirut afiches en donde se muestra la mano de una dama sobre un horizonte nublado. Este anuncio tuvo al público preguntándose qué significaba el mensaje de estos carteles. Pronto se llegó a la conclusión general de que la mano pertenecía a un artista. Poco a poco día tras día los trozos de afiche se iban completando formando a la dama de la imagen hasta que el 30 de noviembre de 2005, la "dama misteriosa del afiche" se reveló como Najwa Karam. 
El mismo día, Najwa lanza su nuevo álbum Kbir el hob. El álbum obtuvo una gran atención debido a su campaña publicitaria, que incluye carteles, muchas apariciones en televisión [en la popular serie de programas como Dandana, y Akeed Maestro], la música y los videoclips. Kbir el-hob encabezó la mayor venta de álbum en el Líbano para Rotana principalmente durante el período de Navidad y se mantuvo en la posición número uno a través del Año Nuevo. 
En respuesta al conflicto entre Israel y el Líbano en el 2006, Najwa se unió por primera vez con el popular cantautor libanés Melhem Barakat para grabar la canción Rah Yebha El Watan. El Tema fue escrito y compuesta por Barakat, y exhortó a la unidad entre todos los libaneses. El sencillo fue lanzado a finales de septiembre y fue aclamado por la crítica por su mensaje y voz aunque criticada por su corto tiempo. Pero dejó la puerta abierta para que Melhem Barakat colabore en un futuro próximo con ella.

#### 2007
- El 28 de mayo de 2007, la estación radial libanesa Sawt El Ghad y otras estaciones árabes comenzaron a difundir el nuevo hit de 2007 llamado Hayda Haki.

- El 6 de junio de 2007 Rotana saca a la venta el álbum N.º 16 de Najwa titulado Hayda Haki.

- Desde la primera semana de lanzamiento Hadya Haki es el álbum más vendido en el Líbano, Siria, Emiratos Árabes Unidos y Kwait, Libia, Jordania y otros países árabes.

- En junio lanzó su último videoclip: Hayda Haki, que muestra su carácter en un ambiente romántico. Llegando a los primeros puestos.

- Najwa Karam recorrió los Estados Unidos y Canadá con estrellas libanesas como Wael Kfoury y Fadel Shaker, el viaje duró un poco más de un mes, ya que visitó las principales ciudades. Los conciertos fueron en Chicago, San Francisco, Las Vegas, Detroit, Nueva Jersey, Boston y Miami. Y en Canadá, los conciertos fueron en Ottawa, Montreal y Toronto, cantando en los mayores y más importantes escenarios.

- Najwa celebró la víspera de Año Nuevo con Wael Kfoury en el Emirates Palace de Abu Dhabi, con gran demanda de público, las entradas se agotaron dos semanas antes de su fecha de realización.

#### 2008
- Najwa Karam fue el primer invitado de la primera emisión de Star Academy 5 LBC el viernes 25/1/2008.

- Najwa Karam viajó a Berlín para un gran concierto el 9 de febrero.

- En 13 de febrero, Rotana TV publica el nuevo videoclip "Law Ma Btekzob".

- Najwa Karam fue la última invitada del programa Al Arrab el 31 de mayo.

- El álbum "Am Bemzah Ma'ak" se publicó el 17 de julio.

- Najwa Karam en el verano brilló como la reina de Cartago, en Túnez.

- Najwa Karam viajó a Suecia, donde brilló en el Globen-building el 20 de septiembre.

- Najwa Karam en octubre viajó a Dubái y brindó un concierto en la celebración de Eid el-Fitr.

- Najwa Karam fue invitada a la inauguración del nuevo canal de música llamado Al-Dafrah el 1 de noviembre.

#### 2009
- En febrero de 2009, Najwa asistió a uno de los conciertos más importantes de Medio Oriente, "Hala Febrayer 09" en Kuwait.

- El 9 de marzo, específicamente en día de las madres, Najwa Karam lanzó su single "El Deni Em" (Una madre es todo un mundo), que obtuvo gran éxito y quedó N.º 1 por tres semanas en el portal de internet "Elaph".

- A mediados de mayo, Najwa Karam viajó a Marruecos para presentarse en el Festival Mawazine de 2009. Actuó frente a una multitud de 60.000 espectadores.

- El 10 de junio de 2009, lanzó el álbum Nº18 editado por la firma Rotana titulado "Khallini Shoufak" (Déjame verte). El álbum contiene 8 canciones con estilos musicales diferentes y letras pegadizas pero conservando el estilo original del folklore árabe que caracteriza a Najwa Karam.

#### 2010–2011
- El 7 de mayo de 2010 la emisora radial "Sawt El Ghad" de Beirut comenzó a emitir el nuevo tema "Bel Ruh, Bel Dam" el que fue bien recibido por el público.

- El 11 de noviembre de 2010 lanzó su siguiente simple llamado "Lashhad Hobbak" junto con un videoclip producido por la discográfica Rotana.

- A finales del 2010 se ponía en duda la continuidad de Najwa Karam con el sello discográfico Rotana pero luego de extensas negociaciones renueva su contrato con dicha empresa.

- El 14 de enero de 2011 se incorpora al exitoso programa televisivo "Arabs' got Talent" desempeñando el papel de jurado, el mismo fue transmitido por la cadena Mbc1.

- El 28 de junio de 2011 la discográfica Rotana saca a la venta su nuevo álbum titulado "Hal Leile... MaFi Noum" el cual alcanzó en solo tres días el primer puesto de ventas. Junto con el álbum se lanzó un videoclip filmado en 3D interpretando el tema "Mafi Noum". Esto fue un nuevo logro para Najwa ya que se convirtió en la primera artista del mundo árabe en hacer un video musical íntegro con tecnología 3D (3 Dimensiones) en el que participaron realizadores de Estados Unidos, Inglaterra y Líbano, con el soporte técnico de Sony. En el tema "Mafi Noum" Najwa interpreta con su voz los sonidos típicos del derbake (instrumento de percusión), DUM y TAC jugando con estos sonidos durante todo el tema musical. En un principio esto no fue bien visto por la crítica ya que decían que era innecesario pero dicho juego resultó ser muy popular y pegadizo generando que el público en general comenzara jugar con dichos sonidos durante sus recitales, obteniendo así una nueva marca registrada para Najwa.

- El 28 de julio de 2011 Najwa participó en el Festival de Jerash en Jordania. Además realizó varios conciertos durante todo el verano y diversas presentaciones en programas de TV como "Star Academy" (versión árabe del popular programa de talentos musicales).

#### 2017
- El vigésimo álbum de estudio de Karam, "Menni Elak" , fue lanzado en mayo de 2017. Karam sigue siendo uno de los artistas más destacados de Rotana.[2] En el sitio de "Amazon World Music", el álbum llegó a la lista de los álbumes más vendidos en versiones alemanas, estadounidenses y británicas. Los días 21 y 25 de junio, las canciones del álbum se transmitieron como el primer álbum árabe en la Radio británica internacional "FM 1 FM" en Londres, luego de una encuesta en "Twitter". La canción "Ah mnel Gharam" del álbum, fue nominada para el XLIII Universal Music Award 2017 en España,[3] mientras que "Habibi Min" obtuvo el quinto lugar en las finales de votación que duraron más de 8 meses. Las 8 canciones del álbum fueron ingresadas en la lista de "The Hot 100 canciones" en "Fazboard Irán". Y después de 11 meses, "Habibi Min", otra canción del álbum, ocupó el puesto número 1 en "iTunes" Uzbekistán.[4]

#### 2023
- Tras casi seis años de no producir ningún nuevo material, durante el mes de mayo de 2023, luego de semanas de mercadeo en redes sociales, Najwa comenzó a lanzar una serie de sencillos los cuales llegaron al número de siete nuevos temas musicales más su correspondiente video clip para coronar con la canción Karizma la cual concluía el álbum homónimo. Este nuevo álbum tuvo gran recibimiento por sus tradicionales seguidores como por las nuevas generaciones de fanáticos.[5][6][7]

## Discografía

### Álbumes
| - 1989: Ya Habayeb - 1992: Shams el-Ghinnieh - 1993: Ana Ma'akon - 1994: Naghmet Hob - 1995: Ma Bassmahlak - 1996: Hazi Helo - 1997: Ma Hada La Hada - 1998: Maghroumeh - 1999: Rouh Rouhi - 2000: Oyoun Qalbi - 2001: Nedmaneh: | - 2002: Tahamouni - 2003: Saharni - 2004: Shu Mghaira..! - 2005: Kibir'el Hob - 2007: Hayda Haki: - 2008: Am Bemzah Ma'ak - 2009: Khallini Shoufak - 2011: Mafi Noum - 2017: Menni Elak - 2023: Karizma - 2025: Halet Tawari' |

### Sencillos
| - 1987: A'ala Zahle Wasselni - 1987: A'al A'alali - 1987: Ya Ghawi - 1987: Batalet Soum W Salli - 1987: El Watan El Ghali - 1987: Largueslo bl Seif - 1989: El Layl Sar Nhar - 1989: El Raqm El Saa'ab - 1996: Jayi Ya Jarash Jayi - 1997: Aezzik Dayem Ya Carthage - 1998: A Droub El Sham - 2000: Ana Jayi Men Kfarhabbayt - 2003: Wa Kberna con Wadih Al Safi - 2005: Shu Jani - 2006: Rah Yeb'a El Watan con Melhem Barakat - 2007: Bel Sana con Melhem Barakat - 2010: Bel Roh Bel Dam - 2010: Lashhad Hobbak - 2011: Wayn - 2012: Isroj Bel Layl Hsanak - 2013: Ykhallili Albak - 2014: Aal Sakhra - 2014: Ya Yomma - 2015: Kelmit Haa' - 2015: Ma Bestaghreb (Canción de Marruecos) - 2015: Siid L Rijaal - 2015: Bawsit Abel alNawm - 2016: Deni Ya Dana | - 2016: Yekhreb Baytak - 2017: Yenaad Aalayk (Menni Elak "Bonus Track") - 2017: Nehna Chaabak Ya Allah - 2018: YaHo - 2018: El Layli Laylitna - 2019: Allah Yekhod Biyadik (Canción para Arabia Saudita) - 2019: Mal3oun Abu El Isheg - 2019: Ktir Helou - 2019: Be3alle2 Mashna2to - 2019: Ba3cha2 Tafasilak - 2020: Beirut - 2020: Maazour Albi - 2020: Zayed Majedha - 2021: Maghroumi 2 - 2021: Saher Ouloub - 2022: Helwe El Denye - 2022: Saaa Bayda - 2023: Chaghel Mousiga - 2023: Asher Daqayeq - 2023: Karizma - 2023: Maghroumeh Bhalee - 2023: Zaalak Saab - 2023: Bhebbak Hob - 2023: Wani Chtagtello - 2024: Taa Ne'oud - 2024: Yela'an Elboaad - 2024: Aa'Touaeit Albi |

### Compilaciones
- 2001: The Very Best Of Najwa Karam
- 2006: Greatest Hits (Najwa Karam)

### Grabaciones en vivo
- 2001: Live in Concert
- 2008: Queen of Carthage 2008
- 2016: Best of Najwa 2016